# Colméry
Colméry és un municipi francès, situat al departament del Nièvre i a la regió de Borgonya - Franc Comtat. L'any 2007 tenia 311 habitants.

## Demografia

### Població
El 2007 la població de fet de Colméry era de 311 persones. Hi havia 152 famílies, de les quals 56 eren unipersonals (26 homes vivint sols i 30 dones vivint soles), 63 parelles sense fills, 26 parelles amb fills i 7 famílies monoparentals amb fills.
La població ha evolucionat segons el següent gràfic:
Habitants censats

### Habitatges
El 2007 hi havia 347 habitatges, 155 eren l'habitatge principal de la família, 162 eren segones residències i 30 estaven desocupats. 342 eren cases i 4 eren apartaments. Dels 155 habitatges principals, 130 estaven ocupats pels seus propietaris, 13 estaven llogats i ocupats pels llogaters i 11 estaven cedits a títol gratuït; 2 tenien una cambra, 16 en tenien dues, 44 en tenien tres, 39 en tenien quatre i 54 en tenien cinc o més. 118 habitatges disposaven pel capbaix d'una plaça de pàrquing. A 80 habitatges hi havia un automòbil i a 54 n'hi havia dos o més.

### Piràmide de població
La piràmide de població per edats i sexe el 2009 era:
| Homes | Edats   | Dones |
| ----- | ------- | ----- |
| 0     | 95 o +  | 0     |
| 0     | 90 a 94 | 4     |
| 0     | 85 a 89 | 4     |
| 0     | 80 a 84 | 4     |
| 8     | 75 a 79 | 12    |
| 4     | 70 a 74 | 12    |
| 16    | 65 a 69 | 8     |
| 20    | 60 a 64 | 8     |
| 4     | 55 a 59 | 16    |
| 20    | 50 a 54 | 16    |
| 4     | 45 a 49 | 0     |
| 8     | 40 a 44 | 12    |
| 4     | 35 a 39 | 4     |
| 20    | 30 a 34 | 0     |
| 4     | 25 a 29 | 8     |
| 8     | 20 a 24 | 0     |
| 8     | 15 a 19 | 4     |
| 4     | 10 a 14 | 4     |
| 8     | 5 a 9   | 12    |
| 8     | 0 a 4   | 0     |

## Economia
El 2007 la població en edat de treballar era de 187 persones, 98 eren actives i 89 eren inactives. De les 98 persones actives 88 estaven ocupades (54 homes i 34 dones) i 11 estaven aturades (6 homes i 5 dones). De les 89 persones inactives 51 estaven jubilades, 11 estaven estudiant i 27 estaven classificades com a «altres inactius».

### Ingressos
El 2009 a Colméry hi havia 137 unitats fiscals que integraven 263,5 persones, la mediana anual d'ingressos fiscals per persona era de 16.980 €.

### Activitats econòmiques
Dels 10 establiments que hi havia el 2007, 1 era d'una empresa extractiva, 2 d'empreses de construcció, 2 d'empreses de comerç i reparació d'automòbils, 2 d'empreses de transport, 1 d'una empresa immobiliària, 1 d'una empresa de serveis i 1 d'una entitat de l'administració pública.
Dels 2 establiments de servei als particulars que hi havia el 2009, 1 era un paleta i 1 lampisteria.
L'any 2000 a Colméry hi havia 9 explotacions agrícoles.

## Poblacions més properes
El següent diagrama mostra les poblacions més properes.